# Кузьминка (Чишминский район)
Кузьминка (баш. Кузьминка) — деревня в Чишминском районе Республики Башкортостан Российской Федерации. Входит в состав Шингак-Кульского сельсовета (c 2006 года). Ранее входила в состав Дурасовского сельсовета.
Закон Республики Башкортостан «Об изменениях в административно-территориальном устройстве
Республики Башкортостан, изменениях границ и преобразованиях муниципальных образований в Республике Башкортостан», ст. 1, ч.197 (часть сто девяносто шестая введена Законом РБ от 29.12.2006 № 404-з)  гласит:

196. Изменить границы Дурасовского и Шингак-Кульского сельсоветов Чишминского района согласно представленной схематической карте, передав деревню Кузьминка Дурасовского сельсовета в состав территории Шингак-Кульского сельсовета. 
— gsrb.ru/MainLeftMenu/ZakonoTvorch/Zakoni/125-2004.php

## География

### Географическое положение
Расстояние до:
- районного центра (Чишмы): 29 км,
- центра сельсовета (Шингак-Куль): 2 км,
- ближайшей ж/д станции (Шингак-Куль): 2 км.

## Население
| 2002 | 2009 | 2010 |
| ---- | ---- | ---- |
| 91   | ↗154 | ↘108 |